# Munira Thabit
Œuvres principales
Thawra fi-l-birj al `aji: mudhakkirati fi `ishrin `aman `an ma`rakat huquq al-mar'a al-siyasiya.
Munira Thabit, en arabe : منيرة ثابت, née en 1902 ou en 1906 est une écrivaine, avocate et journaliste égyptienne, qui milite également pour l'égalité des sexes et la défense des droits des femmes. Elle est la première femme à s'inscrire à l'école française des droits au Caire et la première à obtenir une licence en droits.